# Shockwave Flash
In informatica Shockwave Flash o semplicemente Flash (in acronimo SWF) è stato un formato file vettoriale proprietario prodotto dal software Adobe Flash, dichiarato obsoleto il 31 dicembre 2020. Inizialmente Flash era prodotto da Macromedia, e nel 2005 l'azienda è stata acquisita da Adobe.
Concepito per essere abbastanza piccolo per la pubblicazione sul web, il documento SWF conteneva animazioni e/o applet con vari gradi di interattività e diverse funzioni. Il programma Flash produceva i file SWF come prodotto finale compresso e non modificabile, mentre utilizzava il formato .fla come documento di lavoro modificabile e riutilizzabile.
Flash era il formato più utilizzato per rappresentare e distribuire grafica animata vettoriale prima dell'arrivo di HTML5 e CSS3. Il suo uso era molto più diffuso della versione open proposta da W3C, World Wide Web Consortium, grazie ad un'abile politica di partecipazione da parte di Macromedia al gruppo di lavoro che doveva sviluppare lo standard che ne ha ritardato lo sviluppo.
L'utilizzo di SWF spaziava dalla realizzazione di siti web, allo sviluppo di applicazioni grafiche interattive, alla creazione di menu per DVD fino alla realizzazione di cartoni animati. Secondo Macromedia, SWF dovrebbe essere pronunciato "swiff". Adobe Flash Player era distribuito gratuitamente con il plugin per i principali browser dalla stessa azienda (per Windows, Macintosh, Linux e Solaris). Il principale software libero per visualizzare animazioni Flash era Gnash, seguito a poca distanza da swfdec.

## Estensioni e formati di file correlati
Altri formati relativi all'authoring SWF nella catena di strumenti Adobe rimasero senza una specifica pubblica. Un esempio era FLA, che era la versione modificabile di SWF utilizzata da Adobe Flash, ma non da altri strumenti Adobe che potevano generare SWF, anche se con meno funzionalità.
| Estensione | Spiegazione |
| ---------- | --- |
| .swf       | I file .swf sono file completati, compilati e pubblicati che non possono essere modificati con Adobe Flash. Tuttavia, esistono diversi decompilatori ".swf" non Adobe (come quello di Sothink) per riconvertire SWF nel formato FLA, o nel più recente formato Apache Flex . Il tentativo di importare file .swf utilizzando Flash consente di recuperare alcune risorse da .swf, ma non tutte. |
| . FXG      | FXG è un formato di file xml unificato sviluppato da Adobe per Flex, Flash, Photoshop e altre applicazioni. |
| .fla       | I file .fla contengono materiale di origine per l'applicazione Flash. Il software di creazione Flash può modificare i file FLA e compilarli in file .swf. Il formato di file sorgente Flash è attualmente un formato di file binario basato sul formato di file Microsoft Compound. In Flash Pro CS5, il formato di file fla è un contenitore zip di una struttura di progetto basata su XML. |
| .xfl       | I file .xfl sono file di progetto basati su XML equivalenti al formato binario .fla. Il software di creazione Flash utilizza XFL come formato di scambio in Flash CS4. Importa file XFL esportati da InDesign e AfterEffects. In Flash Pro CS5, il file xfl è un file chiave che apre il file "FLA non compresso", ovvero una gerarchia di cartelle contenente file XML e binari. |
| .as        | I file .as contengono codice sorgente ActionScript in semplici file sorgente. I file FLA possono anche contenere codice Actionscript direttamente, ma spesso emergono file .as esterni separati per motivi strutturali o per esporre il codice alle applicazioni di controllo delle versioni. |
| .mxml      | I file .mxml vengono utilizzati insieme ai file ActionScript (e ai file .css) e offrono una sintassi in stile linguaggio di markup (come HTML) per la progettazione della GUI in Flex. Ogni file MXML crea una nuova classe che estende la classe del tag radice e aggiunge i tag nidificati come figli (se discendenti di UIComponent) o membri della classe. |
| .swd       | I file .swd sono file di debug temporanei utilizzati durante lo sviluppo di Flash. Una volta terminato lo sviluppo di un progetto Flash, questi file non sono necessari e possono essere rimossi. |
| .asc       | I file .asc contengono ActionScript lato server, utilizzato per sviluppare applicazioni client-server Macromedia Flash Communication Server MX efficienti e flessibili. |
| .abc       | I file .abc contengono il bytecode Actionscript utilizzato dalla macchina virtuale Actionscript AVM (Flash 8 e versioni precedenti) e AVM2 (Flash 9 o versioni successive). |
| . amf      | File .amf contenenti comandi di messaggi di azione per le transazioni con un FMS. |
| . flv      | I file .flv sono file video Flash, creati da Adobe Flash, ffmpeg, Sorenson Squeeze o On2 Flix. I dati audio e video nei file FLV vengono codificati nello stesso modo in cui sono nei file SWF. |
| .f4v       | I file .f4v sono simili ai file M4V di iTunes basati su MP4 e possono essere riprodotti da Flash Player 9 Update 3 e versioni successive. Il formato di file F4V è il secondo formato contenitore per i video Flash e differisce dal formato di file FLV. Si basa sul formato di file multimediale di base ISO. |
| .f4p       | I file .f4p sono un suffisso Adobe per i media crittografati con lo schema di gestione dei diritti digitali di Adobe Access che si basa sullo stesso schema di protezione utilizzato dal protocollo RTMP. |
| .f4a       | I file .f4a sono un suffisso Adobe per i file M4A di iTunes che contengono solo flussi audio. |
| .f4b       | I file .f4b sono un suffisso Adobe per i file di audiolibri M4B di iTunes. |
| .f4m       | I file .f4m sono file manifest XML. Contenente le intestazioni FLV base64 onMetaData per una versione Adobe del controllo della velocità in bit HTTP Live Streaming. |
| .f4f       | I file .f4f sono file frammentati atomizzati MP4. Contenenti pacchetti FLV. |
| .swc       | I file .swc vengono utilizzati per la distribuzione dei componenti; contengono una clip compilata, il file di classe ActionScript del componente e altri file che descrivono il componente. |
| .jsfl      | I file .jsfl vengono utilizzati per aggiungere funzionalità nell'ambiente di creazione di Flash; contengono codice JavaScript e accedono all'API JavaScript di Flash. |
| .swt       | I file .swt sono forme "templatizzate" di file .swf, utilizzate da Macromedia Generator. |
| .flp       | I file .flp sono file XML utilizzati per fare riferimento a tutti i file di documento contenuti in un progetto Flash. I progetti Flash consentono all'utente di raggruppare più file correlati per assistere nell'organizzazione, compilazione e creazione di progetti Flash. |
| .spl       | I file .spl sono documenti FutureSplash Animator. |
| .aso       | I file .aso sono file di cache utilizzati durante lo sviluppo di Flash, contenenti codice byte ActionScript compilato. Un file ASO viene ricreato quando viene rilevata una modifica nei file di classe corrispondenti. A volte l'IDE Flash non riconosce che è necessaria una ricompilazione e questi file cache devono essere eliminati manualmente. Si trovano in% USERPROFILE% \ Impostazioni locali \ Dati applicazioni \ Macromedia \ Flash8 \ en \ Configuration \ Classes \ aso su Win32 / Flash8. |
| .sol       | I file .sol vengono creati da Adobe Flash Player per contenere oggetti locali condivisi (dati archiviati nel sistema che esegue Flash Player). |